# Liste der südafrikanischen Botschafter in Deutschland
| Ernennung Akkreditierung | Name                              | Bemerkungen                          | Regierung in Südafrika      | akkreditiert während der Regierung | Posten verlassen |
| ------------------------ | --------------------------------- | ------------------------------------ | --------------------------- | ---------------------------------- | ---------------- |
| 1934                     | Stefanus François Naudé Gie       |                                      | James Barry Munnick Hertzog | Kabinett Hitler                    | 1939             |
| 1950                     | William Henry Evered Poole        |                                      | Daniel François Malan       | Kabinett Adenauer I                |                  |
| 1952                     | Frans du Plessis                  |                                      | Daniel François Malan       | Kabinett Adenauer I                |                  |
| 1953                     | Albertus Beyers Fourie Burger     | Geschäftsträger                      | Daniel François Malan       | Kabinett Adenauer II               | 1954             |
| 1955                     | Alfred Heinrich Herman Mertsch    | (* 4. November 1900; † 1. Juni 1989) | Johannes Gerhardus Strijdom | Kabinett Adenauer II               | 1955             |
| 1955                     | Robert Abraham Du Plooy           | 1958 Geschäftsträger                 | Johannes Gerhardus Strijdom | Kabinett Adenauer II               | 1960             |
| 1957                     | Johann Kunz Uys                   |                                      | Johannes Gerhardus Strijdom | Kabinett Adenauer II               | 1960             |
| 9. Jan. 1961             | Johannes Dreyer Pohl              |                                      | Hendrik Frensch Verwoerd    | Kabinett Adenauer III              | 7. März 1965     |
| 1965                     | Johann Kunz Uys                   |                                      | Charles Robberts Swart      | Kabinett Erhard I                  | 1968             |
| 19. Okt. 1970            | Donald Bell Sole                  |                                      | Balthazar Johannes Vorster  | Kabinett Brandt I                  | 20. Okt. 1975    |
| 20. Okt. 1977            | Albert Erich van Niekerk          | Geschäftsträger                      | Balthazar Johannes Vorster  | Kabinett Schmidt I                 | 1977             |
| 1977                     | Kurt Robert Samuel von Schirnding |                                      | Balthazar Johannes Vorster  | Helmut Schmidt                     | 1980             |
| 9. Jan. 1981             | Neil Peter van Heerden            | (* 30. Juli 1939 in East London)     | Pieter Willem Botha         | Helmut Schmidt                     | 1985             |
| 1985                     | Willem Rudolph Retief             |                                      | Pieter Willem Botha         | Helmut Kohl                        |                  |
| 1989                     | Albert Erich van Niekerk          |                                      | Pieter Willem Botha         | Helmut Kohl                        |                  |
| 1. Mai 1996              | Lindiwe Mabuza                    |                                      | Nelson Mandela              | Helmut Kohl                        | 1999             |
| 1999                     | Sibusiso Bengu                    |                                      | Thabo Mbeki                 | Gerhard Schröder                   | 2003             |
| 2004                     | Moses Mabokela Chikane            | (* 14. August 1949)                  | Thabo Mbeki                 | Gerhard Schröder                   |                  |
| 2008                     | Sonwabo Eddie Funde               |                                      | Thabo Mbeki                 | Angela Merkel                      |                  |
| 2011                     | Makhenkesi Arnold Stofile         |                                      | Jacob Zuma                  | Angela Merkel                      | 15. Aug. 2016    |
| 2. März 2016             | Stone Sizani                      |                                      | Jacob Zuma                  | Kabinett Merkel III                |                  |